# Ruczej
Ruczej (bułg. Ручей) – wieś w Bułgarii, w obwodzie Kyrdżali, w gminie Krumowgrad. W 2024 roku liczyła 51 mieszkańców.